# Учительська Громада у Львові
Учительська Громада у Львові — станове товариство українських учителів середніх і вищих шкіл, засноване з ініціативи Ю. Стефановича 1 листопада 1908 року.

## Історія
До 1914 Учительська Громада мала 11 філій: Бережани, Коломия, Тернопіль, Перемишль, Станиславів, Стрий, Сокаль, Рогатин, Городенка, Яворів, Львів; 398 членів Гол. до Першої світової війни були М. Грушевський (1908 — 1912) і Ю. Романчук (1912 — 1914). За цього періоду діяльність Учительської Громади була спрямована на створення українських державних гімназій у великих містах Галичини,українізацію утраквістичних гімназій, зрівняння в правах реальних шкіл з гімназіями. Учительська Громада домагалася призначення окремого референта для українських шкіл при міністерстві освіти, виступала проти полонізації Львівського університету. Неуспіх цих заходів примусив Учительськау Громаду створити Секцію приватного шкільництва, організувати приватні середні школи і підготовчі курси для вступу до гімназій.
За воєнного і повоєнного часу діяльність Учительської Громад у Львові послабла. З 1920-их роках Учительська Громада спрямувала свою діяльність на оборону офіційної назви «український», на боротьбу проти утраквізації гімназій, проти шкільних польських підручників, на оборону шкільництва й учительства перед польським урядом, на самодопомогу. Громада створила фонди: «лихоліття» (допомога родинам воєнних безповоротців, безробітним, вдовам і сиротам по учителях), посмертний, власної хати, будови вакаційних осель, відпочинкових будинків для учителів (у Ямнім, Рожанці) тощо. Крім того, Учительська Громада створила фахові секції для складання програм навчання з української мови (гол. Я. Біленький), історії (О. Терлецький), географії (О. Дашкевич) і національного виховання. До 1939 року Учительська Громада у Львові мала 12 філій, 4 експозитури, близько 490 членів Видавала свій орган «Наша Школа» (1909 — 14), «Світло» (1921 — 22), «Українська Школа» (1925 — 39).
Крім названих вище, Учительську Громаду пізніше очолювали: К. Студинський (1916 — 20), С. Громницький (1920 — 25), о. С. Кархут (1926), О. Терлецький (1927 — 30) і з 1930 В. Радзикевич. Учительська Громада співпрацювала з «Рідною Школою», «Просвітою» і з українською парламентарною репрезентацією. Активними діячами Учительської Громади були: Л. Сальо, С. Недільський, Д. Джердж, Р. Ілевич, Р. Цегельський, К. Кисілевський, І. Рибчин, І. Сітницький, І. Боднар, І. Мандюк, М. Паньчук, Г. Павлюх, М. Мельник, С. Левицький та ін.